# Geoffroyus simplex
Geoffroyus simplex е вид птица от семейство Psittaculidae. Видът е незастрашен от изчезване.

## Разпространение
Разпространен е в Индонезия и Папуа-Нова Гвинея.